# Hugo Lloris
Hugo Lloris, francoski nogometaš, * 26. december 1986, Nica, Francija. 
Lloris je vratar, ki igra pri nogometnem klubu Tottenham Hotspur. Trenutno je v prvi postavi kluba, bil je dolgoletni član francoske reprezentance. Prej je igral v klubu iz domačega kraja, OGC Nice, v ta klub pa je podvomil 2008 in prestopil v Olympique Lyonnais.

## Klubska kariera

### Zgodnja kariera
Hugo je začel igrati s šestimi leti  pri CEDAC-u (Centre de Diffusion et d’Action Culturelle), lokalnem kulturno športnem centru, kjer so se ponujali vrsto dejavnosti, tudi nogomet. Začel je z več pozicijami, tudi kot napadalec, vendar je trener opazil izredne vratarske veščine, kot na primer lovljenje žoge, parade in podobno. Z desetimi leti se je včlanil v OGC Nice v oddelek za mlade nogometaše.

### OGC Nice
Po skoraj treh letih čakanja na klopi kot rezervni igralec, je bil predlagan kot vratar v prvi postavi. Ko je to dosegel, je večinoma igral po 90 minut na tekmo, brez pomoči rezervnega vratarja.

### Olympique Lyonnais
Po treh letih v OGC Nice je prestopil v Lyon, kjer se je začela njegova profesionalna kariera. Tu je že kar na začetku igral kot prvi vratar.